# Liste der Monuments historiques in Villeneuve (Gironde)
Die Liste der Monuments historiques in Villeneuve (Gironde) führt die Monuments historiques in der französischen Gemeinde Villeneuve auf.

## Liste der Bauwerke
| Bezeichnung       | Beschreibung              | Standort | Kennzeichnung | Schutzstatus | Datum | Bild           |
| ----------------- | ------------------------- | -------- | ------------- | ------------ | ----- | -------------- |
| Kirche St-Vincent | Erbaut im 13. Jahrhundert | (Lage)   | PA00083864    | Inscrit      | 1925  | weitere Bilder |

## Liste der Objekte
| Bezeichnung | Beschreibung          | Standort                        | Kennzeichnung | Schutzstatus | Datum | Bild |
| ----------- | --------------------- | ------------------------------- | ------------- | ------------ | ----- | ---- |
| Glocke      | Bronze, 1491 gegossen | in der Kirche St-Vincent (Lage) | PM33000859    | Classé       | 1903  |      |
| Kapitell    | Marmor, antik         | in der Kirche St-Vincent (Lage) | PM33000500    | Classé       | 1908  |      |